# 死骸にまたがる男
『死骸にまたがる男』（しがいにまたがるおとこ）は、小泉八雲の短編小説。1900年発刊の『影 』(Shadowings)《不思議な物語から》 に収められた。

## あらすじ
離縁され悲しみと怒りの中に死んだ女があった。心臓は止まり、体は氷のように冷たくなっているのに、他に死の兆候がなかった。誰も女を葬ろうとしない。それには訳があって、女は男への復讐のために男が帰ってくるのを待っていたのだ。近所の人たちは、恐れをなして逃げ出した。女が死んだとき男は旅の途上だった。戻ってきて、その話を聞かされ、男は恐怖に駆られた。暗くならないうちに助けてもらわないと、女に八つ裂きにされると考え、辰の刻に陰陽師の元へ飛んでいき、助けを乞うた。陰陽師は死んだ女の話を知っており死体も見ていた。陰陽師は男に向かって、できるだけ助けたいが私の言うことは何でも聞くように、言い聞かせた。助ける方法はただ一つしかないが、それは恐ろしい方法だった。男は身震いしたが、やることを約束した。
日暮れると陰陽師は男とともに、死体の置かれる家へ赴いた。入ることを躊躇する男に、陰陽師は「女を見ることぐらいではすみませんぞ！なんでも従う約束だったじゃないですか。入りなさい！」と強く促した。陰陽師は男に死体にまたがるよう言い、馬に乗るように背中に座り両手で髪をつかみ、朝までそうしているよう指示した。たとえ一瞬でも髪を離そうものなら、女はあなたをずたずたに引き裂くと言い、不可思議な言葉を死体の耳元に囁くと、男だけを残して戸を閉めると出ていった。
男は暗い恐怖に包まれながらも、死体にまたがっていた。夜のしじまが支配するころ、男はとうとう悲鳴を上げそれを破った。するとたちまち、死体は男の下で、男を振り落とさんばかりに躍り上がった。死んだ女は大声で「ああ、なんて重いんだろう！で、あいつをすぐにここに連れてこなくちゃ！」というが早いか、すっくと立ちあがり、外へ飛び出した。男は女の背中で目を閉じ、うめき声をあげられないほどの恐怖に襲われながらも、八つ裂きにされる恐怖から女の髪をしっかりと腕に巻き付けていた。どこまで行ったのかも男には分からなかったが、暗闇の中で女のはだしのぴちゃぴちゃいう足音と、走りながらひょうひょうという息づかいのだけを聞いていた。女は家に引き返すと床の上に横たわり、男の下で鶏が鳴くまで喘ぎうめいていたが、その後、静かになった。
男は陰陽師が来るまで、歯をならしながら女の上にまたがっていた。陰陽師は、男が髪を離さなかったことを喜び、もう立ち上がってもいいと男に言い、再び死体に何かささやいた。そして男に向かって言った。「恐ろしい一夜を過ごされたことでしょう。でも、他に救う道がなかったのです。これかたはもう、女の復讐は心配されなくてもよろしい」と言った。
小説の最後の方には、「この話の結末は、どうも道徳的に満足できるようには思われない。この死骸にまたがった男が発狂したとも、髪が白くなったとも記録されていない。ただ『男泣く泣く陰陽師を拝しけり』と述べられているだけである。この物語につけてある注記も同じように失望すべきものである。日本の作者はいう、『その人の孫、今も世にあり、その陰陽師の孫も大宿直村という地にいまもありとなん』」との八雲の感想が述べられている。さらに、その村の名前は、今日、日本のどの地名録にも載っていないが、多くの町や村の名が、この物語が書かれたとき以来、変わっているのだろうと締めくくられている。
（以上より）